# Parroquia San Roque de Montpellier (Corrientes)
La Parroquia San Roque de Montpellier es un templo religioso de culto católico bajo la advocación de San Roque ubicado en la Ciudad de San Roque en la provincia de Corrientes. Sobre la calle San Martìn. El solar se encuentra frente a la Plaza San Martín en el Centro de la Ciudad.

## Historia
La ciudad de San Roque fue fundada el 11 de octubre de 1773 por el Lugar Teniente de Gobernador Juan García de Cossio y el cura rector doctor Antonio de la Trinidad Martínez de Ibarra, sobre la margen izquierda del Río Santa Lucia en el denominado "Paso de Blas". La capital de la provincia se veía sobresaltada debido a los ataques de los indios de ambas márgenes del Río Paraná lo que llevó a que la fundación de la capilla se demorase dos meses aproximadamente.
Las veintidós familias españolas que se asentaron en dicho pueblo al ser fundado, edificaron una modesta capilla con su sacristía y casa para el cura, con la precisa condición que, aumentándose la feligresía con el correr de los años y que por los mismos feligreses la capilla primitiva sea desmembrada edificando otra parroquia en su lugar, sin que se opusiera el cura párroco a dicha obra.
La primera capilla fue erigida en 1774 y en 1782 se construyó su primera iglesia la cual fue reconstruida a partir de 1970.
La primera misa fue celebrada por el reverendo Martínez de Ibarra, nombrándosele cura párroco a Fray José Berón de Astrada ( tío-abuelo del político y militar Genaro Berón de Astrada) a cuyo frente estuvo once años.
El marino y escritor Félix de Azara viajó a esta zona alrededor de 1782 y cuenta en sus memorias que San Roque era una de las cuatro parroquias de españoles que existían en Corrientes en aquel entonces.
El curato de San Roque era uno de los más importantes, y comprendía las capillas de Curuzú Cuatiá, Goya y Concepción.-
El pueblo fue elevado a la categoría de Villa en 1825.
La nueva Iglesia parroquial, actual data del año 1973. La Parroquia de San Roque se encuentra dentro del 3º Decanato, de los 8 en los que se divide la Arquidiócesis.